# Rangers Redipuglia Baseball Club
Le Rangers Redipuglia Baseball Club est un club italien de baseball basé à Fogliano Redipuglia (Frioul-Vénétie Julienne) évoluant en Serie A1, la plus haute division du baseball italien.

## Histoire
Fondé en 1971, le club débute en compétition sénior en 1973 (Serie D) après une saison 1972 se limitant aux compétitions de jeunes. Promu en Serie C en 1975 puis en Serie B en 1980, les Rangers replongent en troisième division (Serie C1) de 1993 à 1998. Réforme des championnats oblige, le club retrouve l'antichambre de l'élite en deux temps : promotion en Serie B (désormais D3) en 1999 puis en Serie A-2 (deuxième division) en 2001. Retour en Serie B en 2003 et 2004 puis double promotion vers l'élite : Serie A2 en 2005 puis Serie A-1 en 2008. Lors de la saison 2008, les Rangers remportent également la Coupe d'Italie réservée aux clubs de Serie A-2.
A mi-saison parmi l'élite en 2008, les Rangers sont en difficulté au classement avec une seule victoire (le 31 mai contre Godo par 9 à 7) pour 25 défaites sur un calendrier comprenant 42 matches. Affichant seulement 2 victoires en 42 matches à l'issue de la saison régulière, les Rangers sont relégués en Série A2.

## Palmarès
- Champion d'Italie de D2 (Serie A2) : 2007